# Schuppenzypressen
Die Schuppenzypressen (Actinostrobus) sind eine Pflanzengattung von Bäumen in der Familie der Zypressengewächse (Cupressaceae). Die drei Arten der Gattung leben in einem schmalen Band entlang der Westküste Australiens.

## Beschreibung
Schuppenzypressen sind immergrüne, einhäusige Sträucher oder Bäume mit glatter, dünner, abblätternder Borke. Die Äste sind kurz und fest und formen eine konische oder strauchartige Krone. Auch Bäume mit hängender Krone kommen natürlich vor.
Die Blätter stehen zu dreien in Wirteln. Junge Blätter an jungen Bäumen wachsen nadelförmig. Die ausgewachsenen grünen oder glauk-grünen Blätter sind meist kürzer als 5 mm, haben eine linealisch-lanzettliche Form und sind stachel-spitzig. Die Blattunterseite ist gekielt, der Blattrand gezähnt. Auf beiden Blattseiten treten je zwei Bänder mit Spaltöffnungen auf.
Die Pollenzapfen sind klein und zylindrisch. Die 10 bis 18 Mikrosporophylle stehen in Dreier-Wirteln und haben 2 bis 4 abaxiale Pollensäcke. Die Samenzapfen stehen einzeln, in Zweier- bis Dreiergruppen oder gehäuft entlang von Ästen. Geschlossen sind sie etwa kugelförmig mit halbkugelförmiger Spitze oder kugelig-konisch. Die Zapfenschuppen sind in zwei Wirteln zu je drei gleich großen Schuppen angeordnet. Die Samenanlagen stehen aufrecht in den Achseln der Zapfenschuppen. An der Basis der Zapfen befinden sich 9 bis 15 dünne, sterile Schuppen, die dem Zapfen eng anliegen. Je Zapfen werden 9 bis 12 dreiflügelige Samen gebildet. Die Keimlinge bilden zwei Keimblätter.
Die Chromosomenzahl beträgt {\displaystyle 2n=22}.

## Verbreitung und Ökologie
Das Verbreitungsgebiet erstreckt sich in einem schmalen Band entlang der Westküste Australiens vom Süden der Shark Bay bis nach Albany. Die Arten Actinostrobus pyramidalis und Actinostrobus arenarius findet man häufig zusammen mit der Schmuckzypresse (Callitris preissii). Vertreter der beiden Gattungen (Actinostrobus und Callitris) besiedeln als einzige Vertreter der Koniferen trockene Gebiete in Australien, sie nehmen damit ähnliche ökologische Nischen ein wie die Wacholder (Juniperus) der nördlichen Erdhalbkugel.

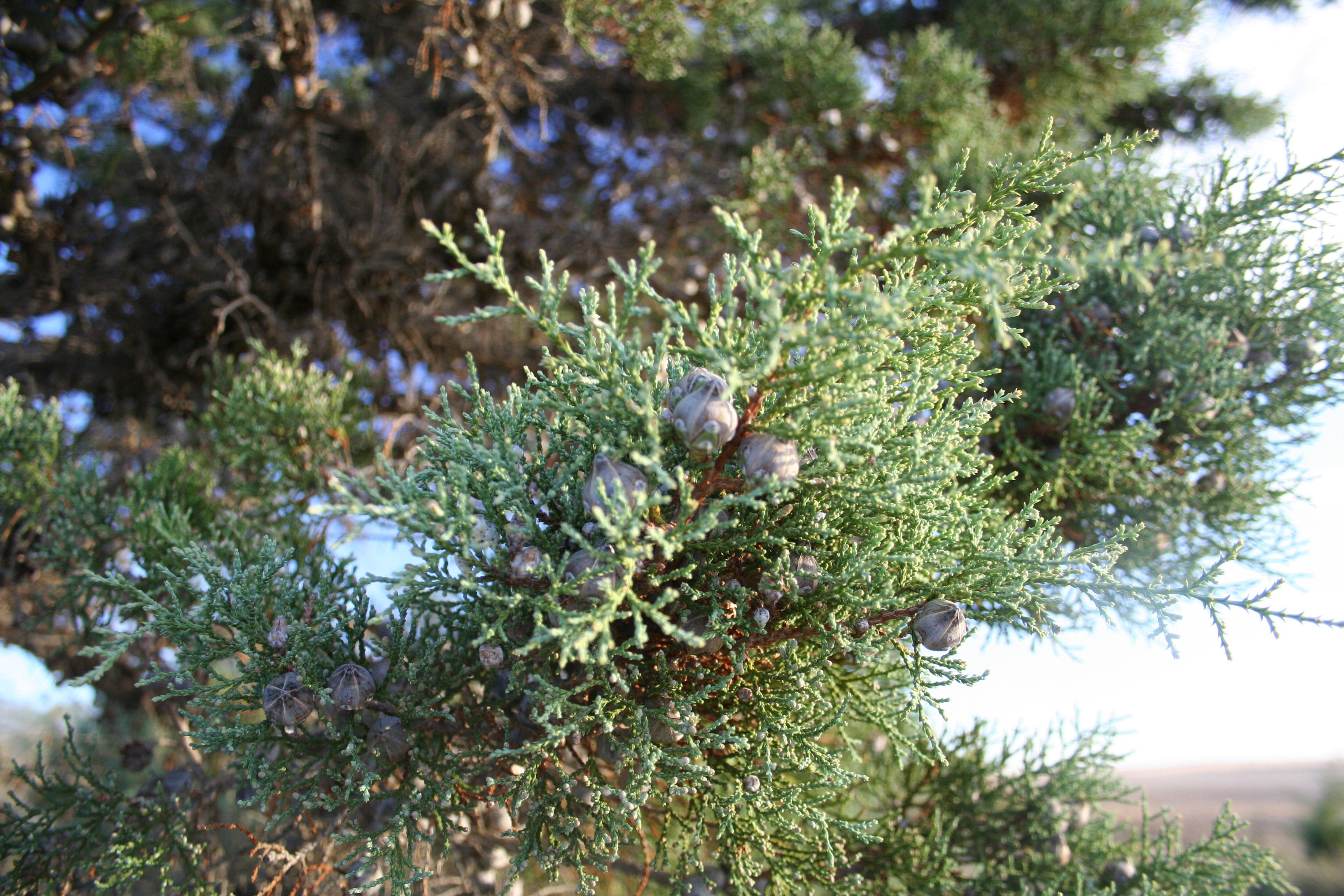
Actinostrobus arenarius

## Systematik
Die Schuppenzypressen (Actinostrobus ) sind eine Gattung in der Familie der Zypressengewächse (Cupressaceae). Der Gattung werden drei Arten zugeordnet. Sie werden von manchen Autoren auch in die Gattung Callitris gestellt:
- Actinostrobus acuminatus Parl. (Syn.: Callitris acuminata (Parl.) F.Muell.): Ältere Pflanzen zeigen sowohl junge, nadelförmige als auch ältere schuppenartige Blätter. Samenzapfen wachsen nicht in Gruppen.
- Actinostrobus arenarius C. A. Gardner (Syn.: Callitris arenaria (C.A.Gardner) J.E.Piggin & J.J.Bruhl): Ältere Pflanzen tragen nur schuppenförmige Blätter, Zapfen wachsen auch in Gruppen, Samenschuppen der Zapfen haben ein gerades und spitzes Ende.
- Actinostrobus pyramidalis Miq. (Syn.: Callitris pyramidalis (Miq.) J.E.Piggin & J.J.Bruhl): Ältere Pflanzen tragen nur schuppenförmige Blätter, Zapfen wachsen auch in Gruppen, Samenschuppen der Zapfen haben ein eingerolltes und stumpfes Ende.[6][2]

Die Gattung wurde 1845 von Friedrich Anton Wilhelm Miquel in Plantae Preissianae erstbeschrieben. Der Gattungsname leitet sich aus dem Griechischen ab, actino steht für „(Licht-)Strahl“ und strobus für „Zapfen“. Der Name verweist damit auf die sechs Zapfenschuppen die an der Zapfenspitze zusammenlaufen.

## Verwendung
Für keine der Arten ist eine Verwendung bekannt, sie werden auch kaum als Zierpflanzen verwendet, obwohl sie durch ihre konische Form, der grünen Farbe und der Zapfenform einigen Zierwert besitzen.

## Nachweise